# Neucentropus japonicus
Neucentropus japonicus là một loài Trichoptera trong họ Polycentropodidae. Chúng phân bố ở miền Cổ bắc.